# Voice of Reason
Voice of Reason è il terzo album in studio del gruppo musicale canadese Harem Scarem, pubblicato nel 1995.

## Tracce
1. Voice of Reason – 4:17
2. Blue – 4:48
3. Warming a Frozen Rose – 5:54
4. Let It Go – 4:40
5. And That's All – 4:29
6. Breathing Sand – 4:46
7. Candle – 4:56
8. The Paint Thins – 4:36
9. I'll Be Brief – 3:51
10. Untouched – 4:33
11. Necessary Evil – 5:02

## Formazione
- Harry Hess – voce, chitarra
- Pete Lesperance – chitarra, cori
- Mike Gionet – basso, cori
- Darren Smith – batteria, cori